# Веселівка (Новоукраїнський район)
Весе́лівка — село в Україні, у Мар'янівській сільській громаді Новоукраїнського району Кіровоградської області. Населення становить 230 осіб. Колишній центр Веселівської сільської ради.

## Населення
Згідно з переписом УРСР 1989 року чисельність наявного населення села становила 334 особи, з яких 154 чоловіки та 180 жінок.
За переписом населення України 2001 року в селі мешкало 230 осіб.

### Мова
Розподіл населення за рідною мовою за даними перепису 2001 року:
| Мова       | Відсоток |
| ---------- | -------- |
| українська | 95,65 %  |
| молдовська | 3,04 %   |
| російська  | 0,87 %   |
| інші       | 0,44 %   |

## Інфраструктура
В селі знаходиться загальноосвітня школа I—II ступенів та будинок культури.

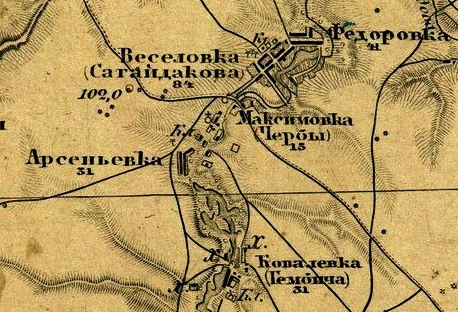
Веселівка на військово-топографічній карті 1869 року

### Вулиці
У Веселівці налічується 6 вулиць:
- Буличівська вул.
- Весела вул.
- Громова вул.
- Зелена вул.
- Компанійця вул.
- Центральна вул.